# Stela Grigoraș
Stela Grigoraș (n. 15 august 1968, Chișinău, URSS) este o politiciană din Republica Moldova care a deținut funcția de ministru al Sănătății, Muncii, Protecției Sociale și Familiei.

## Studii
Stela Grigoraș a absolvit Universitatea de Stat de Medicină și Farmacie „N. Testemițanu”, specialitatea obstetrică și ginecologie, deținând Diploma cu mențiune în domeniul pediatriei. În 1998 i-a fost conferită Diploma de studii post-universitare în medicină, în cadrul Universității de Medicină din Tel-Aviv. 
În 2002 a urmat un curs de asistență socială la Universitatea din Östersund⁠(d) din Suedia. Ulterior, a studiat politici sociale, obținând titlul de doctor în sociologie, în cadrul Institutului de Filosofie, Sociologie și Drept, pe lângă Academia de Științe a Moldovei.

## Activitate profesională
Anterior intrării pe arena politică, Stela Grigoraș a activat în domeniul medical, având calificarea de medic pediatru și în domeniul social, fiind președintele asociației obștești „Parteneriate pentru fiecare copil”. În cadrul acestei organizații a pus în aplicare numeroase proiecte axate pe reformarea sistemului de protecție socială, prin reorganizarea sistemului rezidențial de îngrijire a copilului, dezvoltarea serviciilor sociale și promovarea dreptului fiecărui copil de a crește în familie. În noiembrie 2015 a fost aleasă în calitate de Președinte al Organizației Internaționale de Asistență Parentală Profesionistă (International Foster Care Organisation).
În ianuarie 2016 a fost numită ministru al Muncii, Protecției Sociale și Familiei, în timpul Guvernul condus de Pavel Filip. Aceasta plecat din funcția de ministru la 22 decembrie 2017.

## Distincții
Stela Grigoraș este doctor în sociologie și deținătoarea medaliei „Meritul Civic” pentru promovarea activă a drepturilor copiilor. Este singura femeie din Republica Moldova care a fost invitată să susțină discursuri în Camera Lorzilor din Regatul Unit, pentru a-i sensibiliza pe legislatorii britanici, despre necesitatea susținerii copiilor dezavantajați din Moldova și a familiilor acestora.

## Viața personală
Stela Grigoraș este căsătorită și are 3 copii.